# 김우재 (농구 선수)
김우재(1995년 1월 20일 ~ )는 한국 프로 농구 원주 DB 프로미 소속 농구 선수이다. 2017년 KBL 드래프트에서 3라운드 전체 1순위로 부산 KT 소닉붐에 지명되었다.